# 同志は倒れぬ
同志は倒れぬ（同志は斃れぬ、どうしはたおれぬ、ロシア語: Вы жертвою пали）は、ロシアのマルクス主義者・革命家の葬送曲。ロシアの革命運動において葬儀中の哀歌として用いられたもので、これはボルシェビキも同様に用いた。

## 歴史
1878年創作。作詞はアントン・アルハンゲリスキー（Антон Архангельский）、編曲はニコライ・イコニコフ（Николаи Иконников）とされる。日本においては作詞者（あるいは作詞作曲者）は「ステークリッヒ」と伝わっている。
ボルシェビキ党員ニコライ・バウマンの葬儀の際には、サンクトペテルブルク音楽院の近くで学生オーケストラがこの曲を繰り返し演奏したとの逸話が残っている。また、レフ・トロツキーが失脚後ロシアから亡命する間際、オールド・ボルシェビキたちと「インターナショナル」、「同志は倒れぬ」、「ワルシャワ労働歌」を歌ったとされる。ソビエト連邦においては、1965年以来放送されていた大祖国戦争の戦勝記念日犠牲者追悼ラジオ番組である「黙祷」（Минута молчания
）放送において流されていた。
19世紀以来革命家の葬送曲として用いられたという経緯から、ドミートリイ・ショスタコーヴィチの「交響曲第11番第3楽章において「同志は倒れぬ」のメロディーが使用されている。また同様に、エトムント・マイゼルがセルゲイ・エイゼンシュテインの映画「戦艦ポチョムキン」のために提供した劇伴のうち、グリゴリー・ヴァクレンチュクの葬送シーンの部分でこの曲が用いられた。
日本語訳は鹿地亘が訳出した、全日本無産者芸術連盟機関誌『戦旗』1928年8月号に「黒き嵐は - 葬式の歌」（「黒き嵐は地を打って」で始まる）として掲載された訳詞が初であり、この訳詞は同年発行され発禁になった革命歌集『プロレタリア歌曲集』（1928年版 散逸）に既に掲載されていたものと推測されている。その後、小野宮吉により「同志は倒れぬ」の題で訳され、日本プロレタリア音楽家同盟（PM）・日本プロレタリア演劇同盟などで歌い継がれた歌詞（「正義に燃ゆる戦いに」で始まる）が定着した。河野さくらはPM時代の回想「われらは一団」の中で、1930年にPMが農民活動家の追悼集会に呼ばれた際に「同志は倒れぬ」を歌ったと記している。「葬式の歌」は禁止相当に指定、「同志は倒れぬ」は1932年11月に禁止処分が下されている。戦後、『青年歌集』第1集に収録された。
1960年10月13日、浅沼稲次郎の暗殺翌日に行われた日本社会党第19回臨時大会においては、浅沼追悼のために参席者によって合唱が行われた。近藤康太郎によれば、法政大学学生会館が取りつぶされることになった際、学館大ホールでの最後のコンサートにおいてシカラムータ（大熊ワタル）らが「同志は倒れぬ」を歌ったという。